# Kawanishi (Nara)
Pour les articles homonymes, voir Kawanishi (homonymie).
Kawanishi (川西町, Kawanishi-chō) est un bourg du district de Shiki, dans la préfecture de Nara, au Japon.

## Géographie

### Démographie
Au 1er décembre 2014, la population de Kawanishi s'élevait à 8 602 habitants répartis sur une superficie de 5,94 km2.